# 162-га піхотна дивізія (Третій Рейх)
Не варто плутати з 162-ю тюркською піхотною дивізією Вермахту
162-га піхотна дивізія (Третій Рейх) (нім. 162. Infanterie-Division) — піхотна дивізія Вермахту за часів Другої світової війни.

## Райони бойових дій
- Німеччина (грудень 1939 — червень 1941)
- СРСР (центральний напрямок) (червень 1941 — квітень 1942)

## Командування

### Командири
- генерал-лейтенант Герман Франке (нім. Hermann Franke) (1 грудня 1939 — 13 січня 1942).

## Нагороджені дивізії
Нагороджені Сертифікатом Пошани Головнокомандувача Сухопутних військ для військових формувань Вермахту за збитий літак противника
- 1 листопада 1941 — 5-та рота 314-го піхотного полку за дії 19 вересня 1941 (15).

Нагороджені дивізії
|  | Кавалери Золотого Німецького Хреста | 2 |